# Сьюэлл, Джон (перетягиватель каната)
Джон Сьюэлл (англ. John Sewell; 23 апреля 1882, Хаф-Мортон, Дамфрисшир — 18 июля 1947, Кембридж) — британский полицейский (офицер полиции Лондона) и перетягиватель каната, чемпион летних Олимпийских игр 1920 года и серебряный призёр летних Олимпийских игр 1912 года в составе сборной Великобритании.